# نيكولاس جيسين
نيكولاس جيسين (ولد في 1952) عالم فيزياء سويسري و بروفيسور  بجامعة جنيف يعمل على المعلومات والاتصالات الكمومية، وكذلك على أسس ميكانيكا الكم. يتضمن عمله كلا من الفيزياء التجريبية والنظرية. ساهم في عمل هام في مجالات التشفير الكمومي التجريبي والتواصل الكمومي (Quantum information science) لمسافات طويلة في الألياف البصرية القياسية للاتصالات. كعالم في الفيزياء النظرية، جلب جيسين رؤى عميقة في ميكانيكا الكم. كما أنه أول من طور تقنية المعلومات الكمومية إلى مستوى كان من الممكن لأول مرة أن يخرجه من المختبر إلى العالم التجاري: شارك في تأسيس شركة أي دي قوانتيك (ID Quantique)، وهي شركة من قادة العالم في مجال المعلومات الكمومية وتكنولوجيات الاتصال.
- [3]

## روابط خارجية
- Group of Applied Physics, University of Geneva.
- IDQ, ID-Quantique Cie.
- Quantum Chance, non-locality, teleportation and other quantum marvels, Springer 2014.
- Servette Field Hockey Club